# 布里涅蒙
布里涅蒙（法語：Brignemont，法語發音：[bʁiɲmɔ̃]）是法国上加龙省的一个市镇，属于图卢兹区。

## 地理
布里涅蒙（43°46'51"N, 0°59'21"E）面积21.96 平方千米，位于法国奧克西塔尼大區上加龙省，该省份为法国西南部内陆省份，西南端与西班牙接壤，自此顺时针与上比利牛斯省、热尔省、塔恩-加龙省、塔恩省、奥德省和阿列日省接壤。
与布里涅蒙接壤的市镇（或旧市镇、城区）包括：勒科塞、莫贝克、卡巴纳克-塞冈维尔、科镇、拉格罗莱圣尼古拉、拉雷奥勒、圣安娜、萨朗。

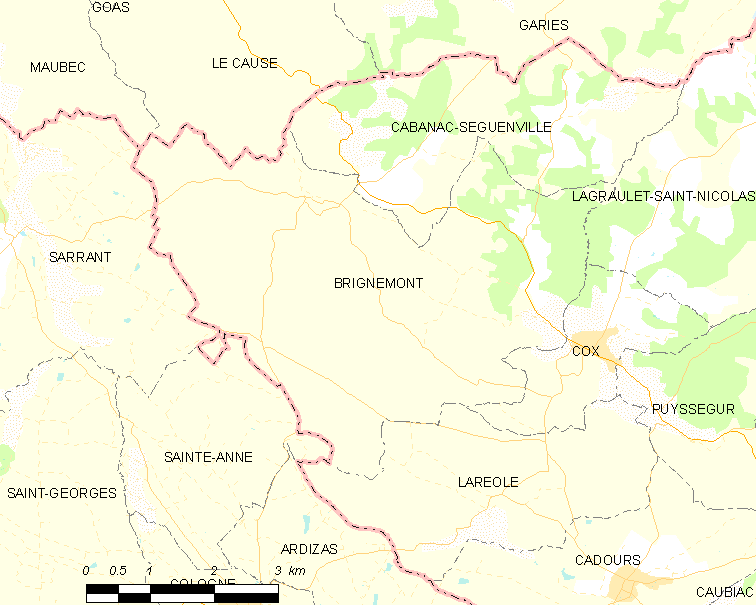
布里涅蒙的OSM定位图

布里涅蒙的时区为UTC+01:00、UTC+02:00（夏令时）。

## 行政
布里涅蒙的邮政编码为31480，INSEE市镇编码为31090。

## 政治
布里涅蒙所属的省级选区为莱格万县。

## 人口

1962-2008年间布里涅蒙人口变化图示

布里涅蒙于2022年1月1日时的人口数量为367人。